# ウンベルト・カリーヨ
- ハンベルト・カリーロ
- ウンベルト・カリージョ
- ウンベルト・カリーリョ
- ウンベルト・カリリョ
- ウンベルト・カリジョ

ウンベルト・ガルサ・カリーヨ（Humberto Garza Carrillo, 1995年10月20日 - ）は、メキシコのヌエボ・レオン州モンテレイ出身のプロレスラー。WWEにてベルト（Berto）のリングネームで所属。

## 経歴

### WWE

#### NXT
2018年8月23日にウンベルト・カリーヨのリングネームでWWEと契約し、WWEパフォーマンスセンターでトレーニングを開始した。9月19日のNXTに初登場し、ジャクソン・ライカーと対戦した。12月5日のNXTではラウル・メンドーサとチームを組んで、スティーブ・カトラーとウェスリー・ブレイクと対戦したが敗れた。2019年1月15日、マーフィーとのNXT・クルーザー級王座を賭けたオープンチャレンジ戦では、自身初の王座を手にすることはできなかった1月16日のNXTでジョニー・ガルガノと対戦したが敗れた。2月5日、カリーヨはエリミネーション・チェンバー戦に出場したが、フォールされる。8月27日のWWEのPPVである『クラッシュ・オブ・チャンピオンズ』でオニー・ローキャンを破って、ドリュー・グラックが所持するクルーザー級王座に挑戦表明。そして、王座戦ではリンセ・ドラドも応戦し、カリーヨはタイトルを獲得することはできなかった。

#### 昇格
2019年のWWEドラフトにて、ロウへの移籍が決まる。そして、10月21日にMMAファイターのケイン・ヴェラスケスと対戦した。ロウ初登場では、WWEユニバーサル王座のセス・ロリンズと王座戦を行ったか王座獲得とはならなかった。WWEのPPVである『クラウン・ジュエル』でAJスタイルズが所持するWWE・ユナイテッドステイツ王座に挑戦するが敗れた。そして、リコシェ、ランディ・オートンとチームを組んで、WWE自身初勝利を挙げた。その後は、ジ・O.C.（AJスタイルズ、ルーク・ギャローズ、カール・アンダーソン）と抗争した。12月16日、US王座挑戦権を賭けた一戦では、アンドラーデにフォールされ、敗れる。WWEのPPV『ロイヤルランブル』にてアンドラーデと王座を賭けた再戦を行ったが敗北した。2020年2月3日、エンジェル・ガルサとゼリーナ・ベガに執拗に攻撃される。3月2日、レイ・ミステリオとチームを組んで、アンドラーデとガルサのチームに勝利する。その後は、セス・ロリンズとマーフィーと抗争し、6月29日のロウにてアリスター・ブラックとリームを組んでロリンズ組と対戦した。9月21日、カリーヨは、ドミニク・ミステリオとチームを組んで、ロリンズ組とガルサ組とタッグチーム王座挑戦権を賭けて試合を行ったが、挑戦権獲得とはならなかった。2週後のロウでレイとタッグでロリンズ組との再選を試みたが敗北した。2021年4月9日のアンドレ・ザ・ジャイアント・メモリアル・バトルロイヤルにカリーヨは登場したが、敗北。4月19日のロウにてシェイマスのUS王座オープン・チャレンジ戦に同意したが王座獲得にはならなかった。5月10日でシェイマスと対戦中に膝を負傷し試合は取り止めになった。また、7月5日の復帰戦でシェイマスと対戦したが敗北した。

#### ロス・ロサリオス
2021年9月20日のRawにて、従兄のエンジェル・ガルサとタッグチームを結成し、ムスタファ・アリ&マンスールに勝利した。10月に行われたWWEドラフトにてエンジェルと共にSmackDownから指名された。11月5日、SmackDownに初登場。エンジェルとのタッグチームが’’’ロス・ロサリオス’’’と名付けられ、リングネームをウンベルトに変更した。
2023年4月に行われたWWEドラフトにて、エンジェルと共にRawから指名された。6月13日にはNXTに登場し、NXTのタッグ部門に参加したい意向を示した。9月30日のPPV『NXTノー・マーシー』ではフェイタル4ウェイマッチでNXTタッグチーム王座に挑戦したが、敗れた。その後はNXTでの出場が続いたが、12月22日のSmackDownにてメインロスターに復帰。サントス・エスコバー対ボビー・ラシュリーのUS王座挑戦者決定トーナメント準決勝に介入し、エスコバーを援護して勝利させた。サントスとエンジェルとタッグを組み、2024年1月19日のスマックダウンにて、LWO（カリート,  ホアキン・ワイルド & クルーズ・デル・トロ）と対戦し勝利。ウンベルトはリングネームを’’’ベルト’’’と短縮し、活動する。

## 家族
叔父のエクトール・ガルサ、従兄のエンジェル・ガルサもプロレスラー。
2019年4月11日、タミーナ・ラミレスにプロポーズし、2019年7月27日に結婚した。

## メディア
2020年1月31日にラミレスとのYouTubeチャンネルを立ち上げた。

## 獲得タイトル
カサノバ・プロレスリング
- PCLLタッグチーム王座：1回

w / エル・イホ・デル・ニンジャ
ルラベス・イ・カンダドス
- LyCタッグチーム王座：1回

w / エル・イホ・デル・ニンジャ
ザ・クラッシュ・ルチャ・リブレ
- ザ・クラッシュ・タッグチーム王座：1回

w / エル・イホ・デル・ニンジャ